# Функция (работа)
Фу́нкция (работа) (лат. functio — совершение, исполнение) — деятельность, роль объекта в рамках некоторой системы, работа производимая органом, организмом; роль, значение (назначение, предназначение) чего-либо.
Лицо выполняющее определённые функции — Функционер. Функция — это периодично повторяющаяся задача. В технике и в области психологии, выражаясь обычным языком, функция обозначает принадлежность к чему-либо, что используется/применяется для устремлений, решения задач, намерений, достижения цели. Фактически это может быть реализовано использованием различных физических процессов, и один процесс может реализовывать множество функций. Например, основная функция часов — показывать время, может быть реализована различными физическими процессами, такими как атомным, электронным или механическим процессами.
Во многих случаях это понятие может быть использовано в переносном смысле, например, отнесением цели к процессам природного естественного отбора.
- В физике функции в техническом смысле не существует, потому что понятие цели не определено (TOGA meta-theory).